# Cù đèn Lạng Sơn
Cù đèn Lạng Sơn (danh pháp: Croton langsonensis) là một loài thực vật có hoa trong họ Đại kích. Loài này được Nguyễn Nghĩa Thìn mô tả khoa học đầu tiên năm 1995.